# Huai von Jin
Gong Huai von Jin (chinesisch 晉懷公, Pinyin Jìn Huái Gōng; geboren mutmaßlich um 654 v. Chr.; gestorben 637 v. Chr.) war ein chinesischer Herrscher der Zeit der Frühlings- und Herbstannalen. Er regierte den Staat Jin für weniger als ein Jahr 637 v. Chr. Sein persönlicher Name war Yu (圉).
Yus Vater war der Gong Hui von Jin, seine Mutter stammte aus dem kleineren Fürstentum Liang, welche Hui von Jin dort im Exil geheiratet hatte. Kronprinz Yu wurde im Jahr 643 v. Chr. als Geisel in den mächtigeren Staat der Qin entsandt. Dort heiratete er, mutmaßlich noch nicht älter als zehn Jahre, Prinzessin Huai Ying, eine Tochter des Gong Mu von Qin.
641 v. Chr. eroberte Qin die Heimat von Yus Mutter, den Staat Liang.
638 v. Chr. erkrankte Hui von Jin. Sein Sohn, besorgt, dass Hui in Yus Abwesenheit einen anderen Sohn als Nachfolger bestimmen könnte, flüchtete aus Qin und musste seine Gefährtin zurücklassen, die schwor, seine Flucht nicht zu verraten. Als Hui starb, bestieg der jugendliche Yu den Thron 637 v. Chr. als Gong Huai von Jin.
Mu von Qin war über die Flucht Yus erbost und unterstützte Huai von Jins Onkel Chong'er bei der militärischen Niederwerfung des jungen Huai. Mu verheiratete gleich fünf seiner Töchter (darunter auch Huai Ying) mit seinem Favoriten. Chong'er, auch durch wichtige Jin-Generäle unterstützt, tötete Huai und bestieg den Thron als Wen von Jin.